# Lasiurus seminolus
Lasiurus seminolus es una especie de murciélago de la familia Vespertilionidae.

## Distribución geográfica
Se encuentra en los Estados Unidos y México.